# 季丽萍
季丽萍（1988年12月9日—），上海人，中国女子游泳运动员。曾在2006年亚州游泳锦标赛中，获女子100米蛙游第一名，此后比赛成绩不甚理想，渐渐进入低谷。2009年全国游泳锦标赛中，季丽萍荣获女子50米蛙泳冠军，在女子100米蛙泳决赛中，以1分5秒32的成绩打破了由奥运冠军罗雪娟保持了5年的亚洲纪录。在第16届广州亚运会游泳女子100米蛙泳决赛中，季丽萍以1分06秒91的成绩夺得冠军。

## 簡歷
2010年，季丽萍代表中国參加廣州亞運會游泳比賽的女子100米蛙泳及200米蛙泳兩個項目，奪得一金一銅。
2012年，季丽萍代表中国出戰英國倫敦舉行的奥林匹克运动会游泳比賽女子200米蛙泳及4×100米混合泳接力賽事。